# Chlorissa anomala
Chlorissa anomala là một loài bướm đêm trong họ Geometridae.